# Jacob van Heeckeren tot Enghuizen
Pour les articles homonymes, voir Van Heeckeren.
Le baron Jacob Derk Burchard Anne van Heeckeren tot Enghuizen, né à Zutphen le 28 novembre 1792 et mort à Paris le 28 septembre 1884, est un militaire, diplomate et homme politique néerlandais.

## Biographie
Il est le fils du baron Evert Frederik van Heeckeren.
Il est le père adoptif et protecteur du baron Georges d'Anthès, qui tua en duel le poète Alexandre Pouchkine.

## Fonctions
- Ambassadeur à Saint-Pétersbourg (1823-1837)
- Ambassadeur à Vienne (1842-1875)
- Ministre d'État (1872-1884)

## Sources
- (nl) Sa fiche sur parlement.com